# Lala Karmela
Lala Karmela, właśc. Karmela Mudayatri Herradura Kartodirdjo (ur. 2 kwietnia 1985 w Dżakarcie lub Bandungu) – indonezyjsko-filipińska piosenkarka.
Swoją karierę muzyczną rozwinęła w Indonezji i na Filipinach.
Zagrała w serialu telewizyjnym Senandung Masa Puber. Później dołączyła do indonezyjskiego zespołu muzycznego Inersia. Ukończywszy studia na Uniwersytecie Indonezyjskim Lala podpisała kontrakt z Warmer Music Philippines. W 2007 roku wydała single „Waitin” i „Unsaid” w duecie z Christianem Bautistą. Pod koniec 2009 roku wróciła do Indonezji i tam kontynuuje swoją karierę wokalną, we współpracy z Sony Music Indonesia.
W 2016 roku została laureatką Box Office Movie Awards.

## Dyskografia[2]
Albumy studyjne
- Stars (2007)
- Kamu, Aku, Cinta (2010)
- Between Us (2013)
- Solina (2016)